# Fritz König
Fritz König – szwajcarski strzelec, mistrz świata.
Był związany z Bernem.
Podczas swojej kariery Fritz König zdobył trzy medale na mistrzostwach świata. Wszystkie wywalczył w drużynowym strzelaniu z pistoletu dowolnego z 50 m, osiągając dwukrotnie złoty medal (1922, 1924) i jeden raz srebrny medal (1925). 

## Medale mistrzostw świata
Opracowano na podstawie materiałów źródłowych:
| Mistrzostwa     | Konkurencja                       | Wynik                             | Miejsce |
| --------------- | --------------------------------- | --------------------------------- | ------- |
| Mediolan 1922   | Pistolet dowolny, 50 m, drużynowo | 2553 pkt. (druż.) 509 pkt. (ind.) |         |
| Reims 1924      | Pistolet dowolny, 50 m, drużynowo | 2572 pkt. (druż.)                 |         |
| St. Gallen 1925 | Pistolet dowolny, 50 m, drużynowo | 2465 pkt. (druż.)                 |         |